# Tipula ochotana
Tipula ochotana är en tvåvingeart som beskrevs av Evgenyi Nikolayevich Savchenko 1970. Tipula ochotana ingår i släktet Tipula och familjen storharkrankar. Inga underarter finns listade i Catalogue of Life.